# Zenodorus formosus
Zenodorus formosus là một loài nhện trong họ Salticidae.
Loài này thuộc chi Zenodorus. Zenodorus formosus được William Joseph Rainbow miêu tả năm 1899.